# Хлебный (Ставропольский край)
Хле́бный — посёлок в Апанасенковском районе (муниципальном округе) Ставропольского края России.

## География
Расстояние до краевого центра: 130 км.
Расстояние до районного центра: 26 км.

## История
В 1932 году земли бывших арендаторов и заводчиков с хуторами Вольный, Воровской (им. Воровского), Харитоновский и Черниговский (ныне — посёлок Хлебный) отошли совхозу № 20 «Айгурский», созданному при разукрупнении овцесовхоза № 11 «Советское Руно» (Виноделенский район):251. Из указанных хуторов образовались центральная усадьба (х. Харитоновский) и 3 фермы (1-я — х. Воровской, 2-я — Черниговский, 3-я — х. Вольный). Основными направлениями деятельности совхоза № 20 являлись животноводство и полеводство.
В 1964 году Указом Президиума ВС РСФСР посёлок Вторая ферма совхоза «Айгурский» был переименован в Хлебный. На 1 марта 1966 года посёлок входил в Айгурский сельсовет с центром в посёлке Айгурский:8.
К середине 1960-х Хлебный был обеспечен электроэнергией и водоснабжением, на ферме появился культурный стан.
До 16 марта 2020 года посёлок входил в упразднённый Айгурский сельсовет.

## Население
| 1989 | 2002 | 2010 | 2014 |
| ---- | ---- | ---- | ---- |
| 270  | ↗370 | ↘295 | ↘200 |

По данным переписи 2002 года в национальной структуре населения русские составляли 71 %, даргинцы — 26 %.

## Инфраструктура
- Фельдшерский пункт[18]
- Общественное открытое кладбище площадью 13000 м²[19]